# 東活
東活（とうかつ）は、かつて存在した日本の映画製作会社、配給会社である。1973年から1990年にかけて、ピンク映画を500本以上量産したことで知られる。

## 概要
業界新聞「毎日レポート」の発行人・八木脩がオーナー代表（文献により社長との表記もある）となり創業。前年には「東活プロダクション」名義で松竹配給の『鏡の中の野心』（原作：戸川昌子、監督：小林悟、脚本：松浦健郎）、『罠にはまった男』（原作：川上宗薫、監督：仲木睦、脚本：神振太郎）を製作。初年度より小林悟をメイン監督に迎え、東都映画、和光映画、田園プロ、ゴールド・プロ作品を配給した。「東活」の由来は先んじてポルノ映画を配給していた東映と日活を意識したことによる。また高鳥都の取材によれば、1931年創業の「東活映画社」が由来としている。
以後、ひと月に3本のペースで新作映画を配給した。松竹系の映画館で封切られ、バックに松竹があるのは明白だったが、表向きには出ておらず、配給業務は松竹第一興行が行っていた。フィルムは松竹社内で管理され、経理など本社機能も松竹社内にあったとされるが、企業体だったのか、松竹系企業の一部門だったのかは定かでない。本橋信宏の著書『新橋アンダーグラウンド』での取材によれば本社は新橋・東洋海事ビルの隣だったと記述される。
当時の松竹は『宇宙大怪獣ギララ』が前評判以上にならず、『進め!ジャガーズ敵前上陸』も伸び悩みと、『男はつらいよ』シリーズ以外は観客が確保できない状態であり、二番館など系統館の観客離れ防止、維持が目的の設立だったとされる（実際には上野セントラル、浅草日本館など封切り館でも公開された）。松竹がピンク映画参入を表に出さなかったのは『男はつらいよ』シリーズの世間体を保つためともいわれる。また、代表の八木が総会屋出身であり、功労者であるものの胡散臭い存在であったことがあげられる。1970年代半ばから1980年代初頭にかけては小林悟が同社唯一の監督であり、3本立てに3つの名義を使い分けて超人的な本数をこなしていた。
監督や役者への金払いはよく、松竹と松竹第一興行が3本1000万で買い取っていたともいわれる。当時は「アップの東活」と呼ばれ、オーナーの指示で女優のあえぎ顔の撮影を多用。のちのアダルトビデオにも近い作風だったという。70年代から80年代にかけてのピンク映画は、高橋伴明、滝田洋二郎ら後年に日本映画を沿うような監督を輩出し批評家の注目も高かったが、東活は小林悟一人が名義を変えて年間の3本立て全部を監督させ続けるなど、そうした風潮と無縁のルーティンワークを徹底。後日の回顧でも「だらだらと流されるセックスシーン。女優は見たこともない素人同然の女の子ばっかり、といった質の低さでファンからそっぽを向かれ続けていた」「上映している映画も女優も地獄のような酷さ」と酷評されている。しかしそれも資金的に安定して以降については、これもオーナーの指示によりドラマ性を高めていった。そうした質的変化は前掲書でも評価されている。
女優の早乙女宏美は、東活は撮影所としてマンションの一室を確保しており、経費削減のためほとんどの作品で置物や角度を変え使用された、と回顧している。
1990年に代表の八木が死去。享年77歳。
1991年1月、3本の作品（『エステ・セックス美容法』監督：新田栄、『ヤクザいんあい物語』監督：藤原康輔、『誘惑の殺意』監督：渡辺明夫）を公開すると忽然と消滅した。オーナー・八木脩の死去が原因とも伝えられる。松竹が保管していたとされるフィルムも『鏡の中の野心』を除き現存せず、一説には社内で破棄されたといわれている。